# فی کمان
فی کمان یک ستاره است که در صورت فلکی کمان قرار دارد.